# Dournon
Pour les articles homonymes, voir Dournon (homonymie).
Dournon (Dounon en arpitan) est une commune française située dans le département du Jura, dans la région culturelle et historique de Franche-Comté et la région administrative Bourgogne-Franche-Comté.

## Géographie

### Climat
Pour des articles plus généraux, voir Climat de la Bourgogne-Franche-Comté et Climat du département du Jura.
En 2010, le climat de la commune est de type climat de montagne, selon une étude du Centre national de la recherche scientifique s'appuyant sur une série de données couvrant la période 1971-2000. En 2020, Météo-France publie une typologie des climats de la France métropolitaine dans laquelle la commune est exposée à un climat semi-continental et est dans la région climatique  Jura, caractérisée par une forte pluviométrie en toutes saisons (1 000 à 1 500 mm/an), des hivers rigoureux et un ensoleillement médiocre. 
Pour la période 1971-2000, la température annuelle moyenne est de 9 °C, avec une amplitude thermique annuelle de 17 °C. Le cumul annuel moyen de précipitations est de 1 518 mm, avec 13,6 jours de précipitations en janvier et 10,1 jours en juillet. Pour la période 1991-2020, la température moyenne annuelle observée sur la station météorologique de Météo-France la plus proche, « Coulans », sur la commune d'Éternoz à 10 km à vol d'oiseau, est de 10,5 °C et le cumul annuel moyen de précipitations est de 1 259,2 mm. 
La température maximale relevée sur cette station est de 38,7 °C, atteinte le 24 août 2023 ; la température minimale est de −18,9 °C, atteinte le 20 décembre 2009,,. 
Les paramètres climatiques de la commune ont été estimés pour le milieu du siècle (2041-2070) selon différents scénarios d'émission de gaz à effet de serre à partir des nouvelles projections climatiques de référence DRIAS-2020. Ils sont consultables sur un site dédié publié par Météo-France en novembre 2022.

## Urbanisme

### Typologie
Au 1er janvier 2024, Dournon est catégorisée commune rurale à habitat dispersé, selon la nouvelle grille communale de densité à sept niveaux définie par l'Insee en 2022.
Elle est située hors unité urbaine. Par ailleurs la commune fait partie de l'aire d'attraction de Salins-les-Bains, dont elle est une commune de la couronne,. Cette aire, qui regroupe 14 communes, est catégorisée dans les aires de moins de 50 000 habitants,.

### Occupation des sols
L'occupation des sols de la commune, telle qu'elle ressort de la base de données européenne d’occupation biophysique des sols Corine Land Cover (CLC), est marquée par l'importance des territoires agricoles (64,9 % en 2018), une proportion sensiblement équivalente à celle de 1990 (64,5 %). La répartition détaillée en 2018 est la suivante : 
prairies (44 %), forêts (35,1 %), zones agricoles hétérogènes (20,9 %). L'évolution de l’occupation des sols de la commune et de ses infrastructures peut être observée sur les différentes représentations cartographiques du territoire : la carte de Cassini (XVIIIe siècle), la carte d'état-major (1820-1866) et les cartes ou photos aériennes de l'IGN pour la période actuelle (1950 à aujourd'hui).

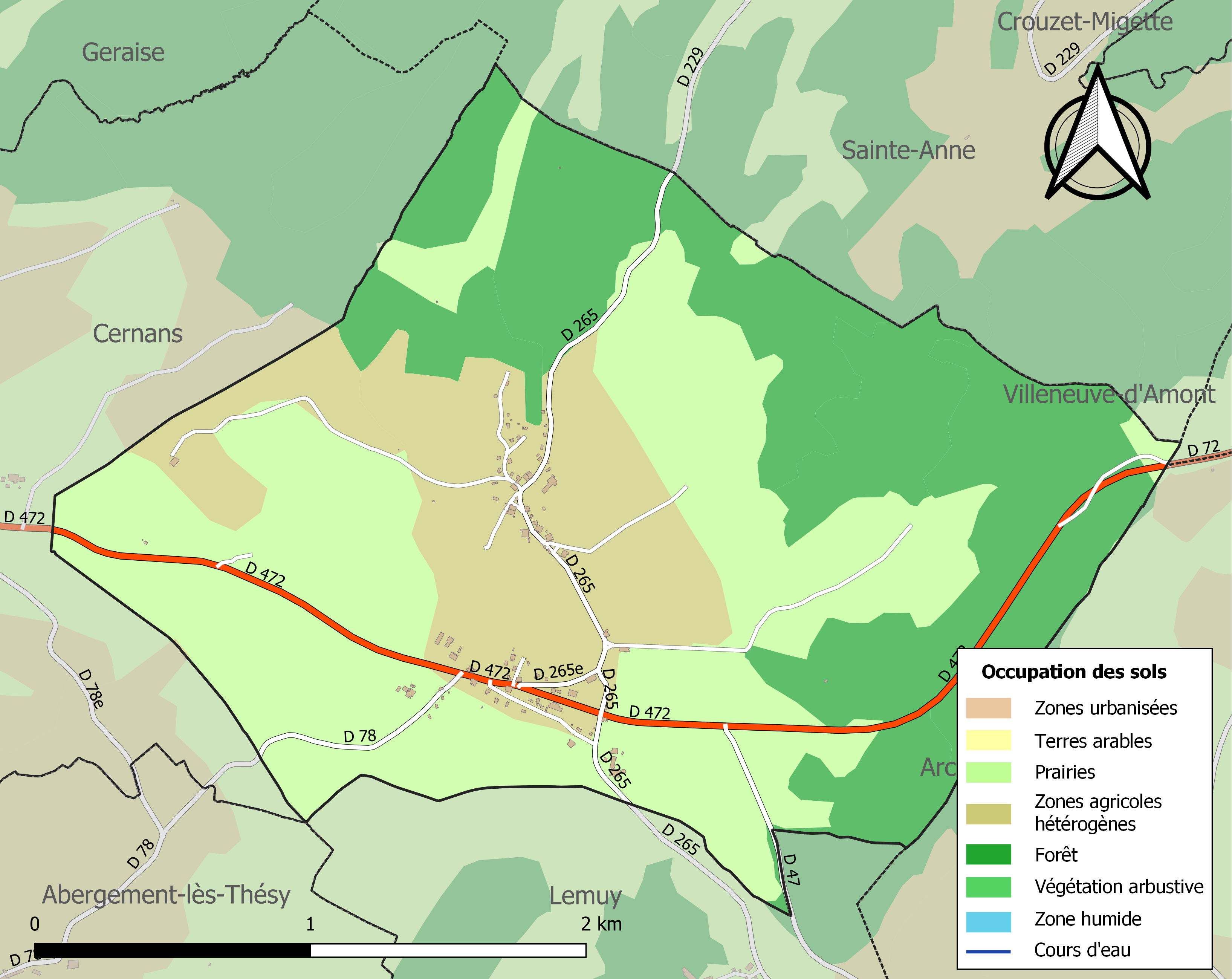
Carte des infrastructures et de l'occupation des sols de la commune en 2018 (CLC).

## Histoire

### Bataille de Dournon
Le 17 janvier 1493, les troupes franc-comtoises de Maximilien d'Autriche défirent les troupes françaises de Charles VIII commandées par Jean de Baudricourt. Lors de la bataille, des soldats comtois rapportèrent qu'ils avaient vu la Très Sainte Vierge, le bâton de commandement à la main, diriger la charge et mener leurs troupes à la victoire.
Quatre mois plus tard, le 23 mai, le traité de Senlis stipule le maintien de la Franche-Comté au sein de la Maison de Hasbourg.

### Miracle de Notre-Dame libératrice
Le 20 février 1639, en pleine guerre de Dix Ans, les troupes franco-suédoises commandées par Bernard de Saxe-Weymar sur ordre de Richelieu, fortes de 22 000 hommes, s'avancent en direction de Salins. Alors que le siège semble inévitable, les Salinois sur les conseils et la dévotion du père Marmet, font la solennelle promesse de fêter, en l'église Saint-Anatoile, chaque jeudi avant le dimanche des Rameaux, sainte Marie libératrice.
Le lendemain, les troupes ennemies ont disparu, laissant sur place armes et bagages dans la plaine de Dournon. Ce miracle marque la diffusion de culte de Notre-Dame libératrice dans toute la Franche-Comté.

## Héraldique
|  | Les armes de la commune se blasonnent ainsi : « De gueules au chevron d'argent accompagné de trois croissants du même. » |

## Politique et administration
| Période   | Période  | Identité          | Étiquette      | Qualité           |
| --------- | -------- | ----------------- | -------------- | ----------------- |
| 1953      | 2001     | Claude Clément    |                | Agriculteur       |
| mars 2001 | 2020     | Thierry Guinchard | Sans étiquette | Chef d'entreprise |
| 2020      | En cours | William Gavat     |                |                   |

## Démographie
L'évolution du nombre d'habitants est connue à travers les recensements de la population effectués dans la commune depuis 1793. Pour les communes de moins de 10 000 habitants, une enquête de recensement portant sur toute la population est réalisée tous les cinq ans, les populations de référence des années intermédiaires étant quant à elles estimées par interpolation ou extrapolation. Pour la commune, le premier recensement exhaustif entrant dans le cadre du nouveau dispositif a été réalisé en 2006.

En 2022, la commune comptait 140 habitants, en évolution de +2,19 % par rapport à 2016 (Jura : −0,81 %, France hors Mayotte : +2,11 %).
| 1793 | 1800 | 1806 | 1821 | 1831 | 1836 | 1841 | 1846 | 1851 |
| ---- | ---- | ---- | ---- | ---- | ---- | ---- | ---- | ---- |
| 219  | 215  | 218  | 260  | 281  | 245  | 245  | 238  | 217  |

| 1856 | 1861 | 1866 | 1872 | 1876 | 1881 | 1886 | 1891 | 1896 |
| ---- | ---- | ---- | ---- | ---- | ---- | ---- | ---- | ---- |
| 202  | 199  | 188  | 182  | 146  | 165  | 192  | 171  | 158  |

| 1901 | 1906 | 1911 | 1921 | 1926 | 1931 | 1936 | 1946 | 1954 |
| ---- | ---- | ---- | ---- | ---- | ---- | ---- | ---- | ---- |
| 137  | 135  | 132  | 140  | 155  | 146  | 142  | 121  | 134  |

| 1962 | 1968 | 1975 | 1982 | 1990 | 1999 | 2006 | 2011 | 2016 |
| ---- | ---- | ---- | ---- | ---- | ---- | ---- | ---- | ---- |
| 117  | 100  | 85   | 113  | 122  | 102  | 112  | 128  | 137  |

| 2021 | 2022 | - | - | - | - | - | - | - |
| ---- | ---- | - | - | - | - | - | - | - |
| 140  | 140  | - | - | - | - | - | - | - |

## Lieux et monuments

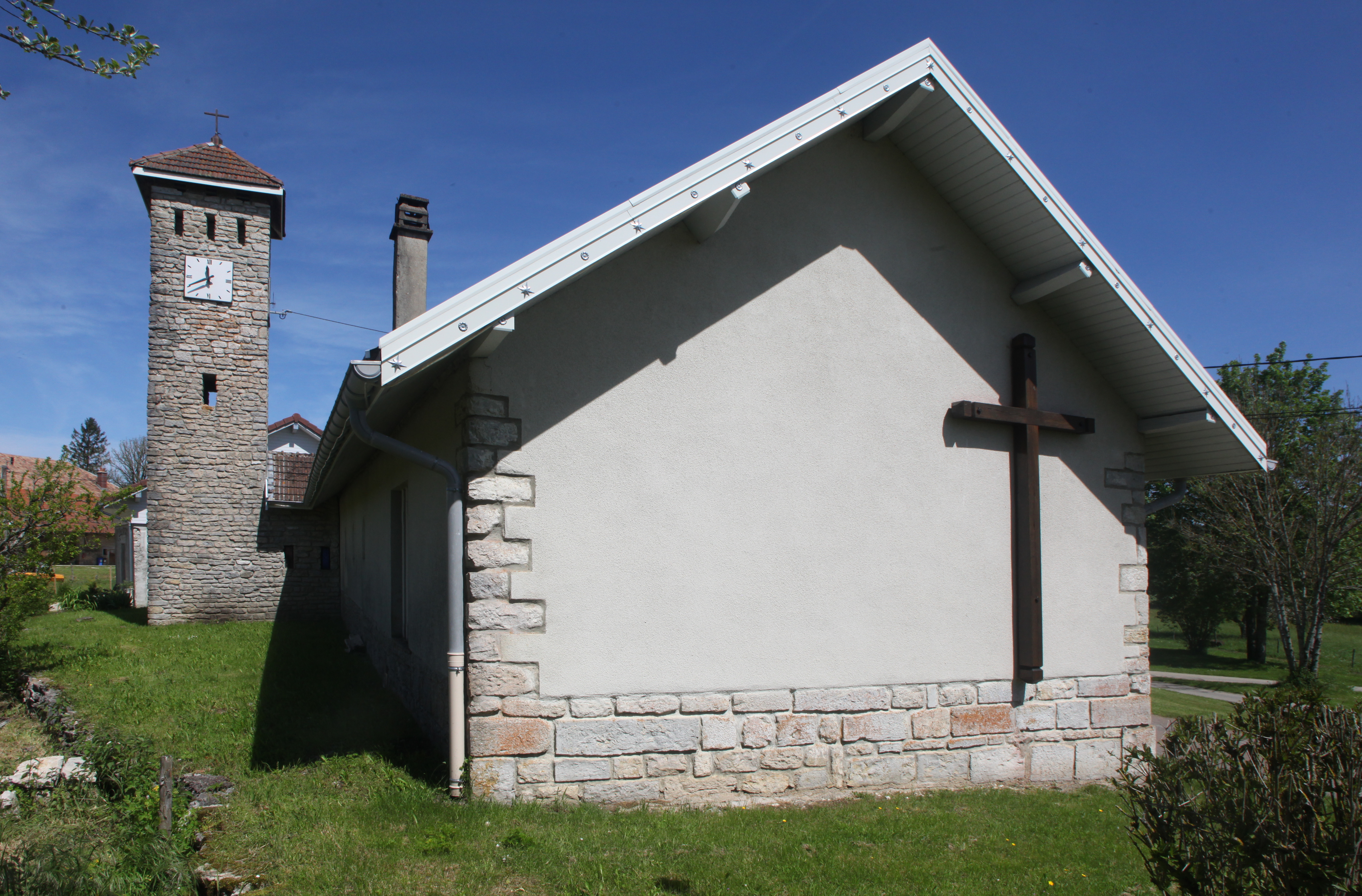
Église.
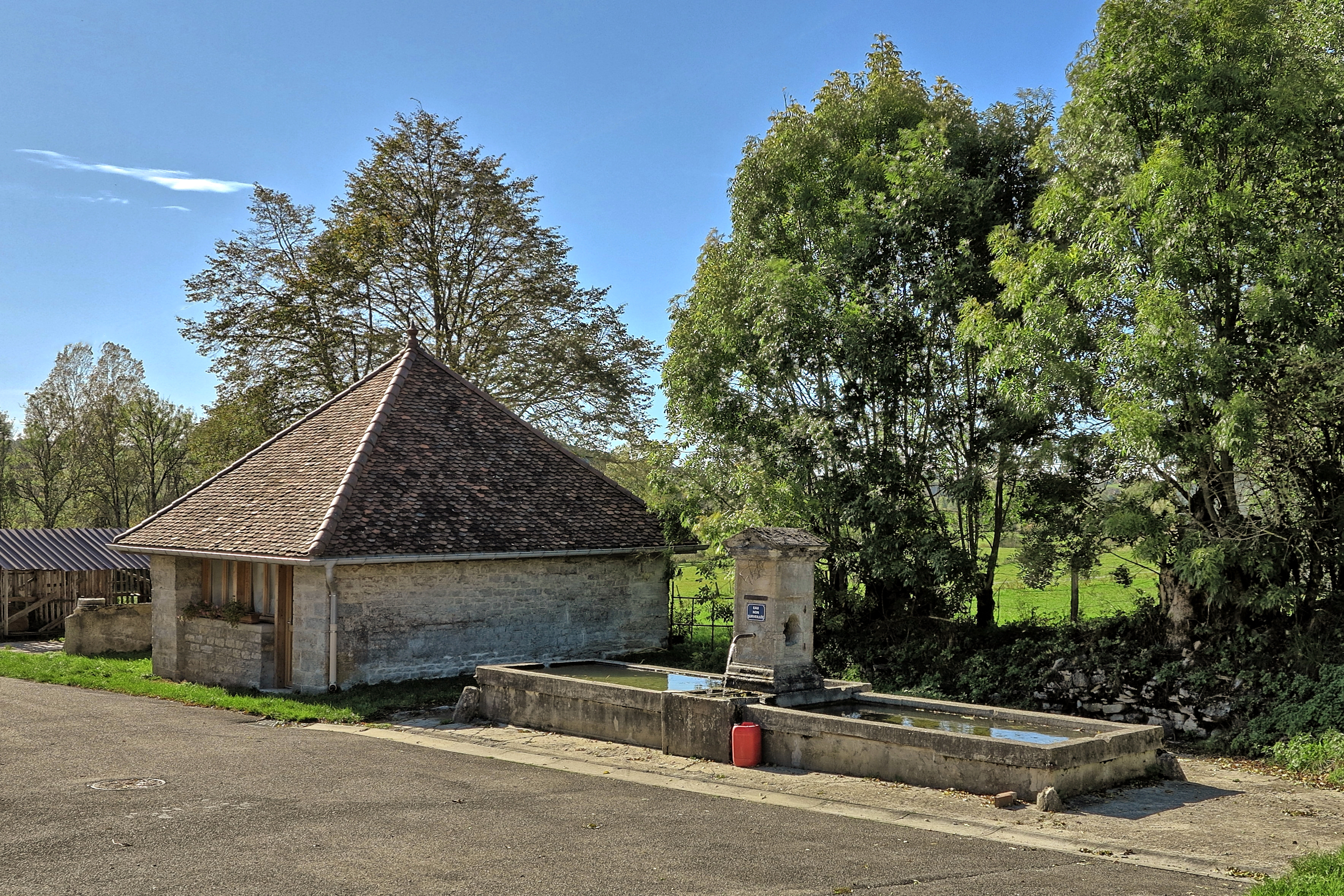
La fontaine-abreuvoir.
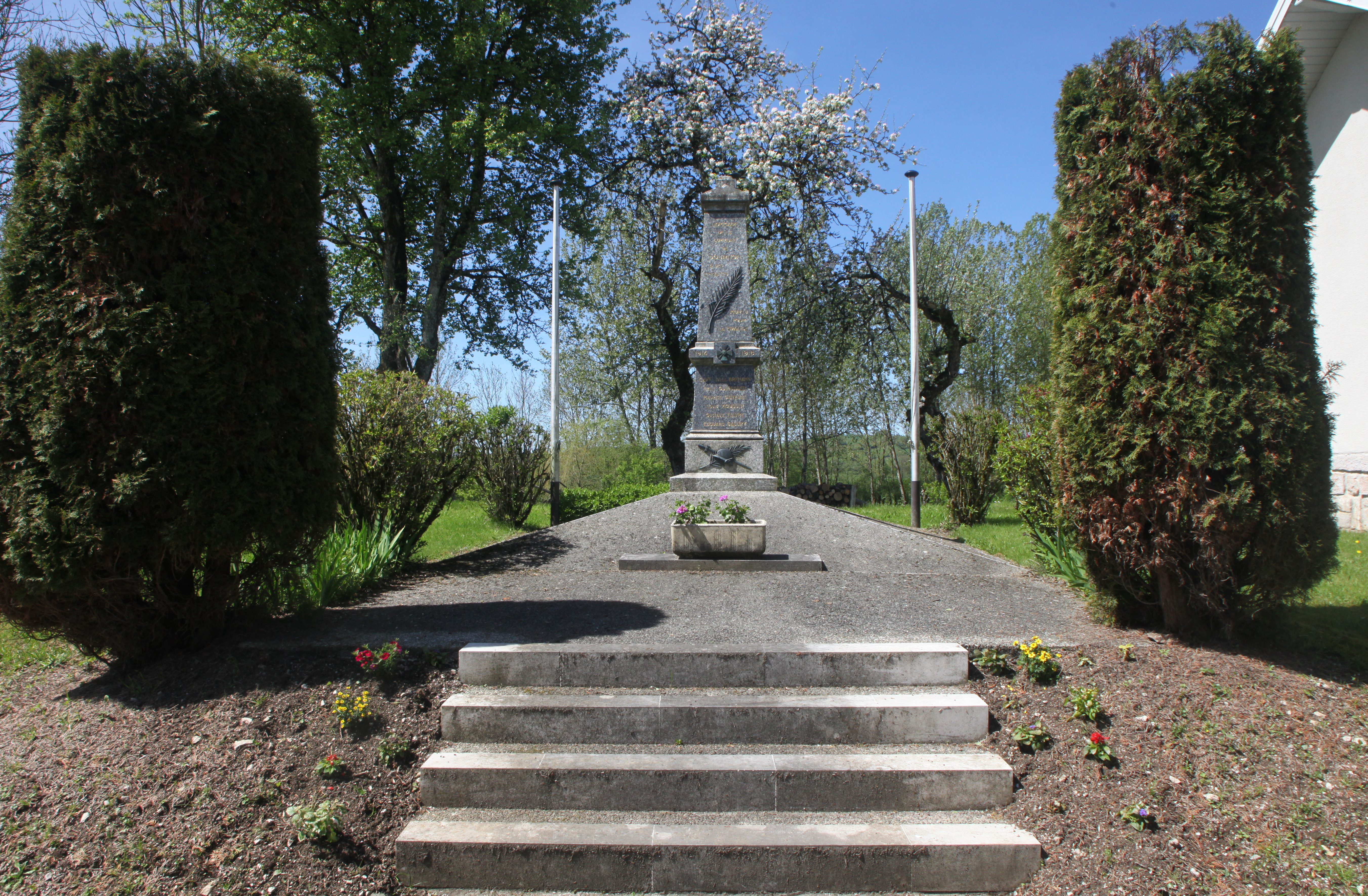
Monument aux morts.

## Personnalités liées à la commune
Bruno Colotti